# Palacio del Gran maestre de los caballeros de Rodas
El Palacio del Gran Maestre de los Caballeros de Rodas es un palacio en la ciudad de Rodas, en la isla del mismo nombre en Grecia. Dónde se sitúa actualmente el palacio, se encontraba una ciudadela bizantina que funcionaba como sede y fortaleza.

## Historia

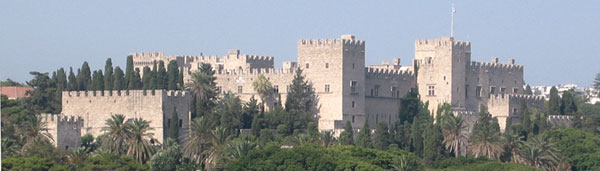
Vista panorámica del Palacio del Gran Maestre de los Caballeros de Rodas.

El palacio fue construido en el siglo XIV por los Caballeros de Rodas, que ocuparon la ciudad de Rodas desde 1309 hasta 1522. Después de la toma de la isla fue por el Imperio otomano, el palacio fue utilizado como fortaleza.
El palacio original fue construido con parte del Templo del Sol que allí se situaba y fue destruido por una explosión de municiones en 1856. Cuando el Reino de Italia ocupó Rodas en 1912, los italianos reconstruyeron el palacio en un grandioso estilo pseudo-medieval como residencia de vacaciones de Víctor Manuel III de Italia, y más tarde de Benito Mussolini, cuyo nombre aún se pueden ver en una gran placa cerca de la entrada.
El edificio tenía unas dimensiones de 80 metros por 75 metros y fortificaciones de defensa. Durante el asedio de 1522 sufrió muy pocos daños. La entrada principal se encuentra en la fachada sur que, a sus lados, tiene dos torres. La fachada occidental contiene una puerta frente a la cual se eleva una alta torre cuadrada, probablemente obra del gran maestre Pierre d'Aubusson.
El 10 de febrero de 1947, el Tratado de Paz con Italia, uno de los Tratados de Paz de París, determinó que la República Italiana recientemente creada transferiría las islas del Dodecaneso al Reino de Grecia. En 1948, Rodas y el resto de las islas del Dodecaneso fueron transferidos como se había acordado previamente. Los griegos convirtieron el palacio en un museo.